# Särökometernas HK
Särökometernas HK är en handbollsklubb från Särö bildad 1978. 

## Lag i klubben
Klubben har under säsongen 2009/2010 lag i följande åldersklasser:

### Seniorer
- Herrar div 3
- Herrar div 4
- Damer div 3

### Män
- PA
- P96
- P97
- P98
- P99

### Kvinnor
- Damjunior
- F95
- F96
- F98
- F99

## Kända personer i klubben
- Björn Jilsén
- Kristoffer Karlsson
- Magnus Larsson
- Calle Schele
- Daniel Svensson
- Niclas Simonsson

## Särö Cupen
Varje år anordnar Särökometernas HK en cup som heter Särö Cupen. Första Särö Cupen spelades 2002 och hette då Burger King Cup, då det var Burger King som var huvudsponsorer. Efter att ett samarbete startades med Önnereds HK 2007 bytte cupen namn till Göteborgscupen. Samarbetet avslutades 2008 (som var det andra och sista året som klubbarna samarbetade) och därmed tog man tillbaka det tidigare namnet, Särö Cupen.
År 2009 var det cirka 125 lag anmälda till cupen som spelas i 7 hallar runt om i Kungsbacka.